# Leksikon fun Yidishn Teater
Das Leksikon fun Yidishn Teater („Lexikon des jiddischen Theaters“; jiddisch לעקסיקאן פון יידישן טעאטער) ist eine auf Jiddisch erschienene Enzyklopädie, die von Zalmen Zylbercweig zusammengestellt wurde. Spätere Ausgaben wurden von Jacob Mestel unterstützt.
Das sechsbändige Werk mit 3.066 Seiten enthält Biografien von mehr als 3.000 Personen wie Schauspieler, Komponisten, Kritiker und Artikel über Theatergruppen der jiddischen Bühnenkunstszene. Über maßgebliche Künstler wie Abraham Goldfaden, Isaak Leib Peretz und Esther Rachel Kamińska und ihre Werke präsentiert das Lexikon sehr umfangreiche Darstellungen, über weniger bekannte Aktive der Jahre bis 1969 ist das Lexikon immer noch die einzige Quelle.
Der Herausgeber veröffentlichte die ersten beiden Bände vor dem Zweiten Weltkrieg über das Verlagshaus Elisheva: 1931 in New York und 1934 in Warschau. Spätere Ausgaben wurden in den Jahren 1959 bis 1969 in New York und Mexiko-Stadt herausgegeben. Das Lexikon wurde in Teilen unzulänglich verlegt, enthält fehlerhafte und sehr subjektive Informationen nicht überprüfter Quellen und bildet damit die problematische Situation Zylbercweigs Arbeit ab.

„The lexicon provides a rich source of material on the history of Jewish theatre and the biographies of its artists, indluding descriptions of the Purimspiel tradition taken from the literature and memoirs of the time. Nevertheless, despite the excellent authority of its contributors – all leading historians and critics, such as Shatzky, Mukdoyni, and others – the Leksikon lacks accurate references and mingles authentical material with a medley of episodes and anecdotes that, like most memoirs, suffer from an excess of fantasy, exaggeration, and self-aggrandizement.[Hervorhebungen wie im Original]“

„Das Lexikon bildet mit den zeitgenössischen Schriften und Biografien der beteiligten Künstler eine reiche Quelle zur Geschichte des jüdischen Theaters, einschließlich der Beschreibungen zur Tradition des Purimspiels. Trotzdem und ungeachtet des hohen Ansehens der Mitwirkenden wie der führenden Historiker und Kritiker Shatzky, Mukdoyni und weiteren, fehlt es dem Leksikon an genauen Quellen und mischt authentisches Material mit einem Durcheinander von Episoden und Anekdoten, die wie die meisten Memoiren an einem Exzess von Phantasie, Übertreibung und Selbstverherrlichung leiden.“

Trotzdem ist das Lexikon, unter anderem mit seinen über 800 Biografien kunstschaffender jiddisch-sprechender Frauen, eine wichtige Quelle für die soziale und kulturelle Dokumentation der Szene.
Zu Beginn erhielt Zylbercweig Unterstützung der New Yorker jüdischen Schauspielervereinigung, die 1928 ein Werbeprospekt mit 16 Seiten für das Lexikon sponserte. Zudem versandte die Vereinigung Fragebögen an ihre Mitglieder, die als Datenbasis für die Lexikoneinträge dienten.